# Zepedanulus
Genre
Zepedanulus est un genre d'opilions laniatores de la famille des Epedanidae.

## Distribution
Les espèces de ce genre se rencontrent en Asie du Sud-Est et en Asie de l'Est.

## Liste des espèces
Selon World Catalogue of Opiliones (28/06/2021) :
- Zepedanulus alter Roewer, 1963
- Zepedanulus armatipalpus Roewer, 1927
- Zepedanulus ishikawai Suzuki, 1971
- Zepedanulus watanabei Suzuki, 1981

## Publication originale
- Roewer, 1927 : « Weitere Weberknechte I. 1. Ergänzung der: "Weberknechte der Erde", 1923. » Abhandlungen des Naturwissenschaftlichen Vereins zu Bremen, vol. 26, p. 261–402.